# Sabugalite
La sabugalite (simbolo IMA: Sbg) è un minerale raro del gruppo dell'autunite appartenente alla classe dei minerali "fosfati, arseniati e vanadati" con composizione chimica HAl(UO2)4(PO4)4·16(H2O) e quindi chimicamente un fosfato idrato di idrogeno-alluminio-uranile.

## Etimologia e storia
La sabugalite fu descritta per la prima volta nel 1951 da Clifford Frondel, che identificò alcuni dei mineralogisti dal mineralogista portoghese A. d'O. Bello nel 1932. La località tipo del nuovo minerale è considerata la Mina da Quarta Seira nel comune di Sortelha nei pressi di Sabugal (distretto di Guarda) (Portogallo), da cui prende il nome.
Il campione tipo è conservato in tre luoghi: al Museo di storia naturale di Londra, all'Università Harvard a Cambridge (Massachusetts, negli Stati Uniti) e al National Museum of Natural History (Washington).

## Classificazione
Nell'8ª edizione della sistematica minerale secondo Strunz, obsoleta dal 1977 ma ancora usata, la sabugalite apparteneva alla classe dei "fosfati, arseniati e vanadati" e quindi alla sottoclasse dei "Fosfati acquosi, arseniati e vanadati con anioni estranei", dove veniva elencata insieme ad autunite, bassetite, fritzscheite, heinrichite, kahlerite, metakirchheimerite, natrouranospinite, nováčekite, saléeite, torbernite, uramphite, uranocircite, uranospathite, uranospinite e zeunerite, con le quali forma la "serie dell'uranite" con il sistema nº VII/D.20a all'interno del "gruppo dell'uranite (miche di uranio)".
Nella Sistematica dei lapis (Lapis-Systematik) di Stefan Weiß, che è stata rivista e aggiornata l'ultima volta nel 2018, che si basa ancora su questa vecchia edizione di Strunz per considerazione verso i collezionisti privati e le collezioni istituzionali, al minerale è stato assegnato il sistema nº VII/E.01-20. In questa sistematica ciò corrisponde alla classe dei "fosfati uranilici/arseniati e vanadati uranilici con [UO2]2+-[PO4]/[AsO4]3− e [UO2]2+-[V2O8]6−, con isotipi vanadati", dove la sabugalite insieme ad autunite, fritzscheite, heinrichite, kahlerite, natro-autunite, nováčekite, rauchite, saléeite, torbernite, trögerite, uranocircite, uranospinite e zeunerite con le quali forma il "gruppo dell'autunite".
La 9ª edizione della sistematica dei minerali di Strunz, valida dal 2001 e aggiornata l'ultima volta dall'Associazione Mineralogica Internazionale (IMA) nel 2024, classifica la sabugalite nella classe "8. Fosfati, arsenati, vanadati" e da lì nella sottoclasse "8.E Fosfati e arsenati di uranile"; questa è ulteriormente suddivisa in base al rapporto quantitativo tra il complesso uranilico (UO2) e il complesso fosfato, arseniato o vanadato (RO4), in modo che il minerale possa essere trovato nella suddivisione "8.EB UO2:RO4 = 1:1" in base alla sua composizione, dove è l'unico membro del gruppo senza nome nº 8.EB.55.
Anche la classificazione dei minerali secondo Dana, che viene usata principalmente nel mondo anglosassone, classifica la sabugalite nella classe dei "fosfati, arseniati e vanadati" e lì nella sottoclasse dei "fosfati contenenti acqua, ecc.". Qui è l'unico membro del gruppo senza nome nº 40.02a.24 all'interno della suddivisione "fosfati acquosi ecc., con A2+(B2+)2(XO4) • x(H2O), con (UO2)2+".

## Abito cristallino
La sabugalite cristallizza nel sistema monoclino nel gruppo spaziale C2/m (gruppo nº 12) con i parametri del reticolo a = 19,43 Å, b = 9,84 Å, c = 9,85 Å e β = 96,2° oltre a 4 unità di formula per cella unitaria.

## Proprietà
La sabugalite diventa fluorescente sotto la luce ultravioletta. Quando riscaldato, il minerale rilascia l'acqua cristallina in tre fasi e al di sopra dei 220 °C non c'è più traccia di acqua. Artificialmente, può essere ottenuta da soluzioni acquose contenenti un composto di uranile e alluminio, nonché acido fosforico. Da questo stadio, si cristallizza dopo alcune settimane.
A causa di un contenuto di uranio fino al 53,6%, la sabugalite è classificata come altamente radioattiva e ha un'attività specifica di circa 96 kBq/g (per confronto, il potassio naturale ha un'attività specifica pari a 0,0312 kBq/g).

## Origine e giacitura
La sabugalite si forma come minerale secondario nella zona ossidata delle vene di uranio. Il minerale tipo di Sabugal cristallizza su una matrice di quarzo e feldspato. Altri campioni di minerali provenienti da questa regione formano croste su granito invecchiato e altre rocce pegmatitiche. Altre matrici sono il feldspato caolinizzato e la limonite. È associato alla meta-autunite, alla saléite e alla fosfluanilite.
Essendo una rara formazione mineraria, la sabugalite poteva essere rilevata solo in pochi luoghi e in tutto il mondo, sono stati documentati circa 90 siti per la sabugalite. Oltre alla sua località tipo, la "Mina da Quarta Seira" e la vicina miniera di "Bica" vicino a Sortelha, il minerale è stato trovato in Portogallo in diverse altre miniere nei distretti di Guarda, Coimbra, Portalegre, Porto e Viseu.
Altri siti includono i dipartimenti di Haute-Vienne, Deux-Sèvres e altre località in Francia, a Weißenstadt e Mähring in Germania, a Capoterra in Sardegna (Italia), a Don Benito in Spagna, in Galiléia in Brasile e negli stati americani di Arizona, Colorado, Nebraska, Nevada, Nuovo Messico e Utah.

## Forma in cui si presenta in natura
Il minerale si trova spesso nelle aderenze sotto forma di croste spesse. La sabugalite sviluppa cristalli gialli, sottili, quadrati o allungati di dimensioni fino a un millimetro e di colore dal giallo chiaro al giallo limone; il colore del suo striscio è giallo-bianco.